# 3281 Maupertuis
3281 Maupertuis eller 1938 DZ är en asteroid i huvudbältet som upptäcktes den 24 februari 1938 av den finske astronomen Yrjö Väisälä vid Storheikkilä observatorium. Den är uppkallad efter den franske astronomen Pierre de Maupertuis.
Asteroiden har en diameter på ungefär 5 kilometer.